# Susanne Opfermann
Susanne Opfermann (* 25. November 1953 in Hannover) ist eine deutsche Amerikanistin und Hochschullehrerin.

## Leben
Opfermann studierte an der Friedrich-Alexander-Universität Erlangen-Nürnberg Amerikanistik und Geschichte und schloss ihr Studium 1982 ab. An derselben Universität wurde sie 1985 magna cum laude zum Dr. phil. im Fach Amerikanistik promoviert, 1994 folgte die Habilitation. Zwischen 1987 und 1993 war sie wissenschaftliche Mitarbeiterin und 1994 bis 1995 Oberassistentin in Erlangen.
1995 erhielt sie den Ruf für den Lehrstuhl in Amerikanistik an der Johann Wolfgang Goethe-Universität Frankfurt am Main, welchen sie bis zu ihrer Emeritierung 2019 innehatte.
Auf Initiative der Soziologin Ute Gerhard gründeten 1997 vier Professorinnen der Universität Frankfurt das Cornelia Goethe Centrum in Frankfurt, welches Frauenstudien und die Erforschung der Geschlechterverhältnisse fördert und einen Raum für geschlechterpolitische Debatten bietet. Neben Opfermann und Gerhard gehörten zu den Gründerinnen die Erziehungswissenschaftlerin Brita Rang und die Filmwissenschaftlerin Heide Schlüpmann.

## Wissenschaftliche Arbeit
Zu ihren Forschungsgebieten gehört innerhalb der Amerikanistik die Literatur der 19. Jahrhunderts, die Literatur von Autorinnen, ethnische Literatur und Lyrik. Zuletzt setzte sie Schwerpunkte auf zwei Bereiche. Das Projekt „Animals in American Literature“ untersucht das Verhältnis zwischen Mensch und Tier in der neueren amerikanischen Literatur der letzten drei Jahrzehnte, da sich in dieser Zeit aufgrund ethischer Gründe und einer Bewegung weg vom Anthropozentrismus die Einstellung der Menschen zu ihrer Umwelt gewandelt hat. Der andere Schwerpunkt liegt auf der interdisziplinären Untersuchung des Verhältnisses zwischen Mensch und Natur aus weiblicher Sicht. Neben Opfermann untersuchen Wissenschaftlerinnen aus anderen Fachgebieten, wie Soziologie, Philosophie und Biowissenschaften, den Paradigmenwechsel vom allgemeingültigen Wissen hin zur Entstehung und Festigung von gemeinsamem Wissen durch biologische und soziale, ökologische und kulturelle Vorgänge.
Zu Opfermanns Arbeitsgebiet gehört außerdem die Übersetzung amerikanischer Literatur.

## Veröffentlichungen (Auswahl)

### Bücher
- Susanne Opfermann: Der Mythos der Neuen Welt im amerikanischen Europaroman The marble faun, For whom the bell tolls, A fable. Palm und Enke, Erlangen 1985, ISBN 978-3-7896-0161-3.
- Susanne Opfermann: Weisse und schwarze Frauen – Lisa Althers "Kinflicks" und Alice Walkers "The color purple". Pädag. Inst., Nürnberg 1987.
- Susanne Opfermann: Diskurs, Geschlecht und Literatur: amerikanische Autorinnen des 19. Jahrhunderts. Metzler, Stuttgart 1996, ISBN 978-3-476-01439-9.

### Übersetzungen
- Elizabeth Stoddard: Die Morgesons. Ulrike Helmer Verlag, Sulzbach 2011, ISBN 978-3-89741-328-3.
- W. S. Merwin: Der Schatten des Sirius. Leipziger Literaturverlag, Leipzig 2018, ISBN 978-3-86660-226-7.

### Fachartikel
- Susanne Opfermann: Review: No Korean is Whole—Wherever He or She May Be: Erfindungen von Korean America seit 1965 (Europäische Hochschulschriften Serie XIV, Bd. 393) Kirsten Twelbeck. In: Amerikastudien / American Studies. Band 48, Nr. 1, 2003, S. 140–142, JSTOR:41157800.
- Susanne Opfermann: Stowe, Harriet Beecher. In: Engler, B., Kreutzer, E., Müller, K., Nünning, A. (Hrsg.): Englischsprachige Autoren. J.B. Metzler, Stuttgart 2004, S. 266–268, doi:10.1007/978-3-476-02951-5_98.
- Susanne Opfermann: "I Believe I Shall Die an Impenetrable Secret": The Writings of Elizabeth Barstow Stoddard, and: American Culture, Canons, and the Case of Elizabeth Stoddard (review). In: Legacy. Band 21, Nr. 2, 2004, S. 249–250, doi:10.1353/leg.2004.0035.

### Herausgeberschaft
- Elizabeth Stoddard: Stories. Hrsg.: Susanne Opfermann & Yvonne Roth. Northeastern University Press, Boston 2003, ISBN 978-1-55553-562-9.
- Susanne Opfermann (Hrsg.): Unrechtserfahrungen. Ulrike Helmer Verlag, Sulzbach 2007, ISBN 978-3-89741-226-2.
- Susanne Opfermann (Hrsg.): Begegnungen mit (anderen) Tieren. Neofelis Verlag, Berlin 2022, ISBN 978-3-95808-357-8.